# Грей, Нелли
Нелли Грей (англ. Nellie Gray; 24 июня 1924, Биг-Спринг, Техас — август 2012) — американская консервативная религиозная активистка, которая многие годы вела борьбу против права американских женщин на аборт. Основательница ежегодного «Марша за жизнь» (митинга против абортов), который проводится с 1974 года по настоящее время.

## Биография
Нелли Грей родилась в 1924 году в городе Биг-Спринг, штат Техас. В годы Второй мировой войны она добровольцем проходила службу в Женском вспомогательном корпусе. После войны закончила Джорджтаунский университет, где получила степень бакалавра в области бизнеса и финансов и степень магистра в области экономики. Ещё до окончания университета, Нелли Грей устроилась на работу в федеральное правительство США, где на протяжении 28 лет работала в Министерстве труда, Государственном департаменте, и, наконец, клерком в Верховном суде.
Нелли Грей была новообращённой католичкой (что означает, что её семья не исповедовала католичество, и что она стала католичкой во взрослом возрасте), однако чрезвычайно ревностно относилась к догматам своей религии. Поэтому, когда в 1973 году Верховный суд США легализовал аборты на всей территории страны, Нелли Грей уволилась из Верховного суда и стала одной из самых заметных публичных личностей, боровшихся против права женщина на аборты.
В 1974 году, спустя ровно год после легализации абортов, Грей и её сторонники организовали «Марш за жизнь» (митинг против абортов в Вашингтоне), который в дальнейшем стал ежегодным и проводится до сих пор. Само использование термина «за жизнь» как лозунга в контексте борьбы с абортами, связано с её именем. В 1970-е и 1980-е годы Нелли Грей, наряду с Филлис Шлэфли была одной из самых влиятельных консервативных женщин-активистов в США.
Скончалась в 2012 году в глубокой старости. В 2020 году президент Дональд Трамп предложил создать в США государственный мемориальный комплекс:  Национальный сад американских героев и утвердил для этой цели список персон, которые, на его взгляд, являлись наиболее выдающимися американцами всех времён. В утверждённом Трампом списке была и Нелли Грей, причём её фигура, наряду с рядом других, вызвала наибольшие нарекания. По состоянию на 2023 год, работы над созданием Национального сада были заморожены.